# 天満村 (奈良県)
天満村（てんまむら）は奈良県北西部、高市郡に属していた村。現在の大和高田市南部に相当する。

## 歴史
- 1889年（明治22年）4月1日 - 町村制の施行により、 奥田村、吉井村、根成柿村、箸喰村、秋吉村、西坊城村、出村が合併し、天満村となる。
- 1957年（昭和32年）3月1日 - 大和高田市へ編入。同日天満村廃止。